# Council on Botanical and Horticultural Libraries
De Council on Botanical and Horticultural Libraries (CBHL) is een internationale organisatie van individuen, organisaties en instituten die zich bezighouden met de ontwikkeling, het onderhouden en het gebruik van bibliotheken met botanische literatuur en literatuur over tuinen. Het doel van de CBHL is om communicatie te initiëren en te verbeteren, en activiteiten en programma's met wederzijds belang te coördineren. 
Elk jaar organiseert een van de aangesloten instituten een bijeenkomst die in de lente wordt gehouden. De leden houden dan discussies over gemeenschappelijke belangen, zoals: de zorg en het onderhoud van de collectie, computersystemen, service, tuinliteratuur en botanische kunst.   
De CBHL Newsletter houdt leden op de hoogte van aankomende activiteiten, tentoonstellingen, nieuwe publicaties, mededelingen naar aanleiding van de jaarlijkse bijeenkomst en verrichtingen van andere leden. 
De Europese tegenhanger van de CBHL is de European Botanical and Horticultural Libraries Group (EBHL).

## CHBL Annual Literature Award
De CHBL reikt sinds 2000 de CBHL Annual Literature Award uit aan de auteur(s) en de uitgever(s) van een boek dat een significante bijdrage levert aan de botanische literatuur of de literatuur over tuinen. De winnaars van 2000 en 2001 zijn respectievelijk Native American Ethnobotany van Daniel E. Moerman (Timber Press) en Sir Joseph Dalton Hooker: Traveller and Plant Collector van Ray Desmond (Antique Collectors' Club met de Royal Botanic Gardens, Kew). In 2002 kreeg Conifers of California van Ronald M. Lanner (Cachuma Press) een speciale vermelding. 
Sinds 2002 zijn er twee categorieën. De General Interest Category richt zich op botanische boeken voor een algemeen publiek. Winnaars in deze categorie zijn: Fruits and Plains: the Horticultural Transformation of America (2009, Philip J. Pauly, Harvard University Press), Encyclopedia of Garden Ferns (2008, Sue Olsen, Timber Press), Defiant Gardens: Making Gardens in Wartime (2007, Kenneth Helphand, Trinity University Press), The Naming of Names: The Search for Order in the World of Plants (2006, Anna Pavord, Bloomsbury Publishing), Native Trees for North American Landscapes (2005; Guy Sternberg en Jim Wilson; Timber Press), Gardens and Historic Plants of the Antebellum South (2004, James R. Cothran, University of South Carolina Press), The Greater Perfection (2003, Francis Cabot, W. W. Norton & Company) en Bamboo for Gardens (2002, Ted Jordan Meredith, Timber Press).
De Technical Category richt zich op boeken voor een publiek dat is geïnteresseerd in technischer botanische onderwerpen. Winnaars in deze categorie zijn Genera Palmarum: the Evolution and Classification of Palms (2009; John Dransfield, Natalie W. Uhl, Conny B. Asmussen, William J. Baker, Madeline M. Harley en Carl E. Lewis; Kew Publishing), Order out of Chaos: Linnean Plant Names and Their Types (2008; Charlie Jarvis; Linnean Society of London in samenwerking met het Natural History Museum), A Tropical Garden Flora: Plants Cultivated in the Hawaiian Islands and Other Tropical Places (2007; George W. Staples en Derral R. Herbst; Bishop Museum Press), Legumes of the World (2006; Gwilym Lewis et al.; Kew Publishing), Ethnoflora of the Soqotra Archipelago (2005; Anthony G. Miller en Miranda Morris; Royal Botanic Garden Edinburgh), Slipper Orchids of Vietnam (2004; Leonid Averyanov, Phillip Cribb, Phan Ke Loc, Nguyen Tien Hiep en Carol Woodin; Timber Press en Royal Botanic Gardens, Kew), The Cactus Family (2003; Edward F. Anderson, Timber Press) en Lichens of North America (2002, Irwin M. Brodo, Sylvia Duran Sharnoff en Stephen Sharnoff; Yale University Press).
In 2009 kende de CBHL ter gelegenheid van het tienjarig bestaan van de Annual Literature Award een eervolle vermelding toe aan Taxonomic Literature : a Selective Guide to Botanical Publications and Collections with Dates, Commentaries and Types, 2nd edition (oorspronkelijk werk van Frans Antonie Stafleu en Richard S. Cowan; voortgezet door Laurence J. Dorr, Erik A. Mennega en Dan H. Nicolson; A.R.G. Gantner Verlag).

## Aangesloten instituten
Bij de CBHL aangesloten instituten zijn onder meer:
- American Public Gardens Association
- Arnold Arboretum Library of Harvard University
- Atlanta Botanical Garden, Sheffield Botanical Library
- Berry Botanic Garden
- Botanical Research Institute of Texas
- Brooklyn Botanic Garden
- California Academy of Sciences Library
- Chicago Botanic Garden
- Cornell University, Frank Lee Library
- Cornell University, L.H. Bailey Hortorium Library
- Delaware State University, Claude E. Phillips Herbarium Library
- Denver Botanic Gardens, Helen Fowler Library
- Desert Botanical Garden Library
- Fairchild Tropical Botanic Garden
- Frederik Meijer Gardens
- Harvard University Botany Libraries
- Holden Arboretum, Warren H. Corning Library
- Missouri Botanical Garden Library
- Morton Arboretum, Sterling Morton Library
- Nationaal Herbarium Nederland
- Nationale Plantentuin van België
- National Tropical Botanical Garden
- Natural History Museum, Botany Library
- New England Wild Flower Society
- New York Botanical Garden, LuEsther T. Mertz Library
- Rancho Santa Ana Botanic Garden, Library
- Royal Botanic Garden Edinburgh, Library
- Royal Botanic Gardens, Kew, Library
- Royal Botanic Gardens, Sydney
- San Francisco Botanical Garden at Strybing Arboretum, Helen Crocker Russell Library of Horticulture
- University of Washington, Elisabeth C. Miller Library